# Celestí Alomar Mateu
Celestí Alomar Mateu (Llubí, 1949) és un polític mallorquí del PSIB-PSOE, diputat al Parlament de les Illes Balears en la V i VI legislatures i conseller del Govern de les Illes Balears.
Llicenciat en geografia i història a la Universitat de Barcelona. Fou un dels fundadors, el 18 de febrer del 1976 de Partit Socialista de les Illes, que posteriorment es transformaria en el Partit Socialista de Mallorca. Va ésser Director General d'Estratègia Turística en el darrer govern de Felipe González. Fou elegit diputat a les eleccions al Parlament de les Illes Balears de 1999 i 2003.
Fou conseller de turisme del 1999 al 2003 en el govern del Pacte de Progrés que encapçalà Francesc Antich. El seu projecte més important fou la creació de l'Ecotaxa. No es va presentar a la reelecció en 2007 i ha treballat com a consultor del Banc Interamericà de Desenvolupament (ONU) i l'Organització Mundial del Turisme (OMT). També ha assessorat governs de Mèxic, Cuba, Colòmbia, Guatemala i Zacatecas (Mèxic).